# Panicum nymphoides
Panicum nymphoides är en gräsart som beskrevs av Stephen Andrew Renvoize. Panicum nymphoides ingår i släktet vipphirser, och familjen gräs. Inga underarter finns listade i Catalogue of Life.